# Hemelboomvlinder
De hemelboomvlinder (Samia cynthia), is een nachtvlinder die gebruikt wordt als bron van zijde. Het is echter een wilde soort en niet gedomesticeerd zoals de zijderups (Bombyx mori). Een synoniem is Philosamia cynthia.

## Kenmerken
De vlinder heeft opmerkelijk grote vleugels van 113 tot 125 mm, met een halvemaanvormige vlek op zowel de onder- als bovenvleugels. De vleugels hebben verder witte en gelige strepen op een bruine achtergrond.

## Verspreiding en leefgebied
De soort komt oorspronkelijk voor in Aziatische bosgebieden, van het Russische Verre Oosten tot Zhejiang (China) en in Japan. Elders in de wereld heeft de soort zich gevestigd als exoot na ontsnapping of introductie, voornamelijk in stedelijke gebieden in zuidelijk Europa (van Spanje tot Oostenrijk en Kroatië) en langs de oostkust van de Verenigde Staten (van New York tot Virginia).

## Rups en zijn waardplanten
Eieren worden alleen gelegd op de hemelboom (Ailanthus altissima). Deze is oorspronkelijk uit China maar wordt veel aangeplant elders in de wereld en komt voor als exoot in Zuid- en Midden-Europa, tot in Nederland.

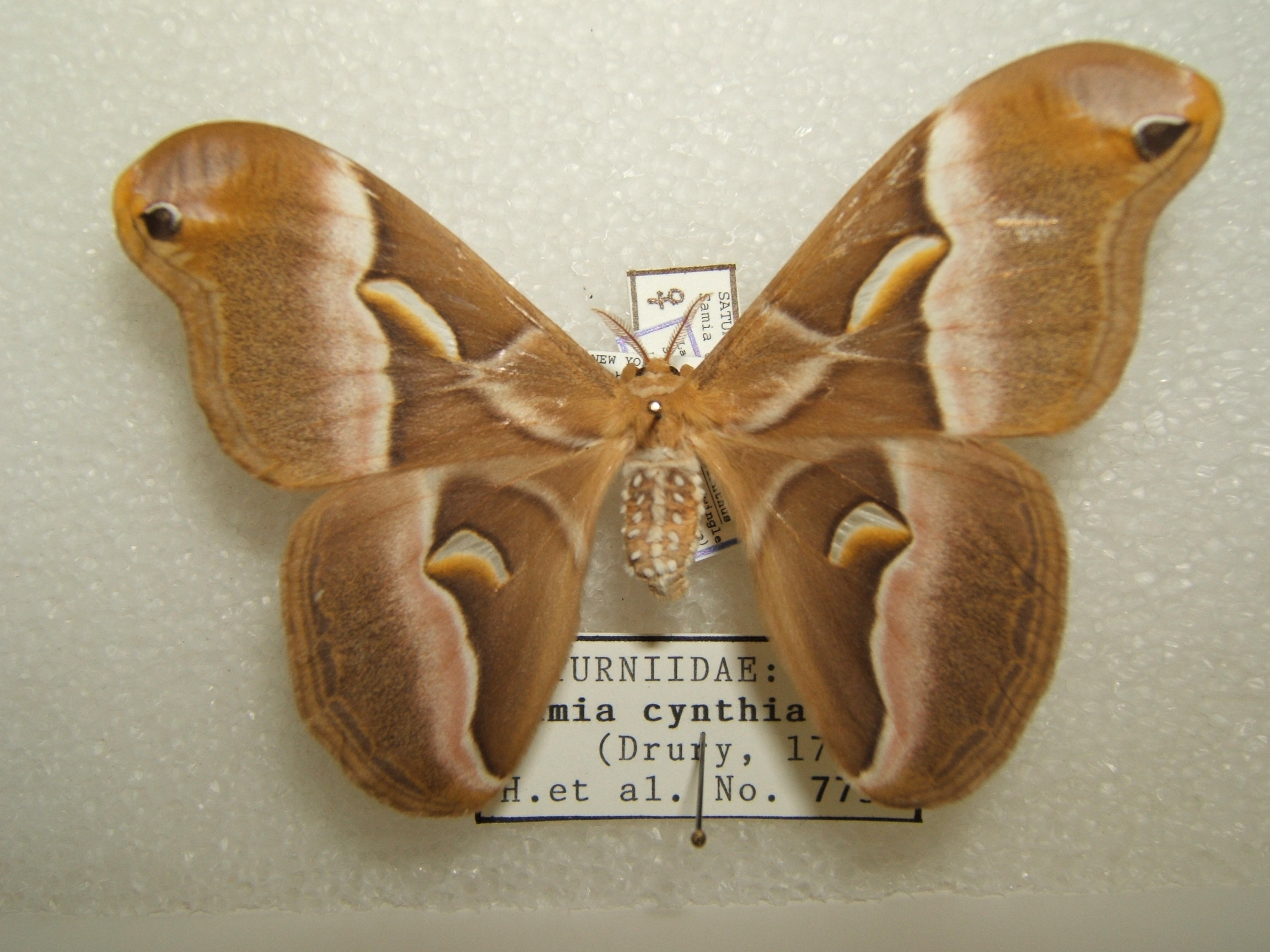
vrouwtje
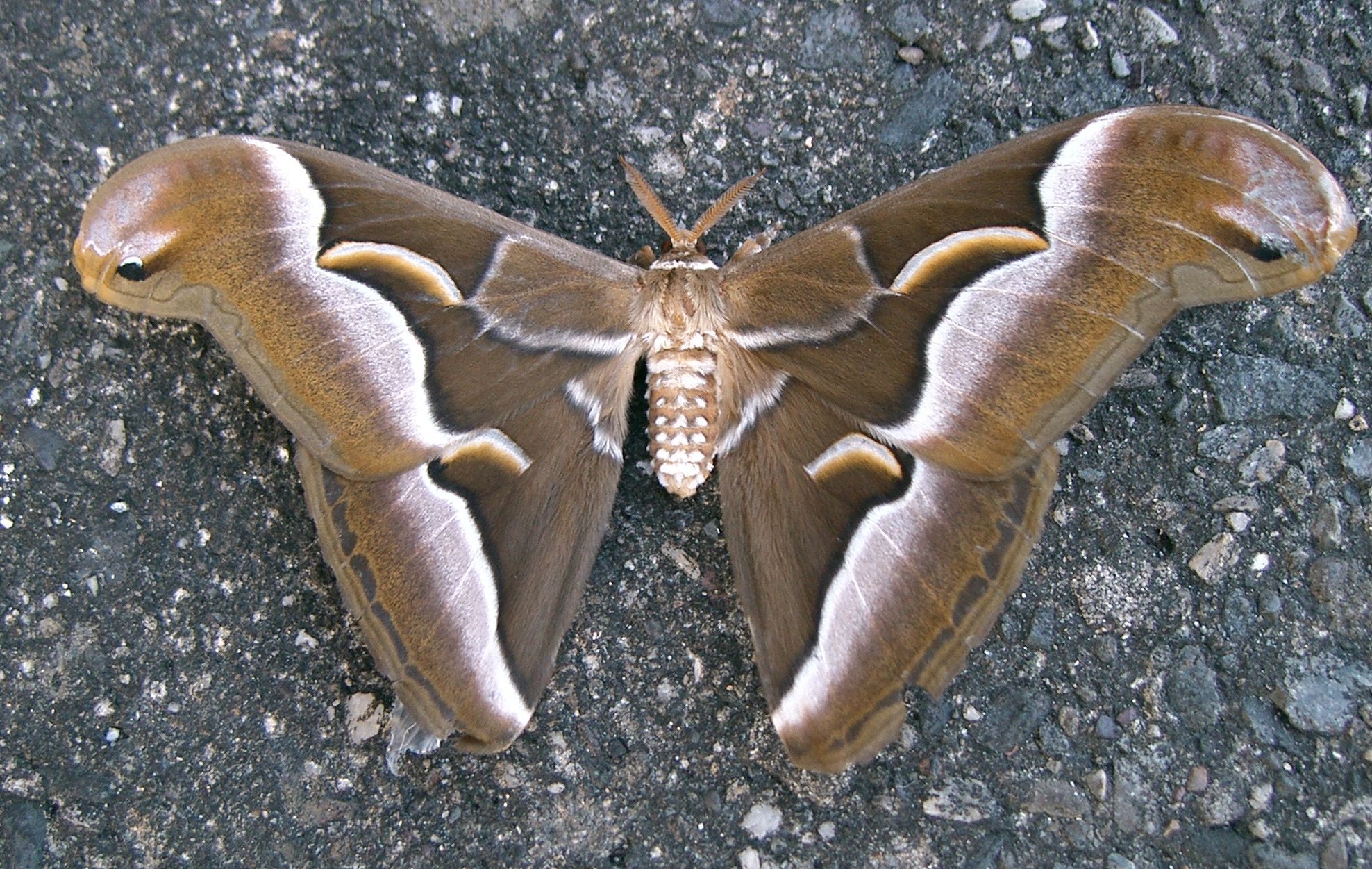
Ondersoort Samia cynthia pryeri
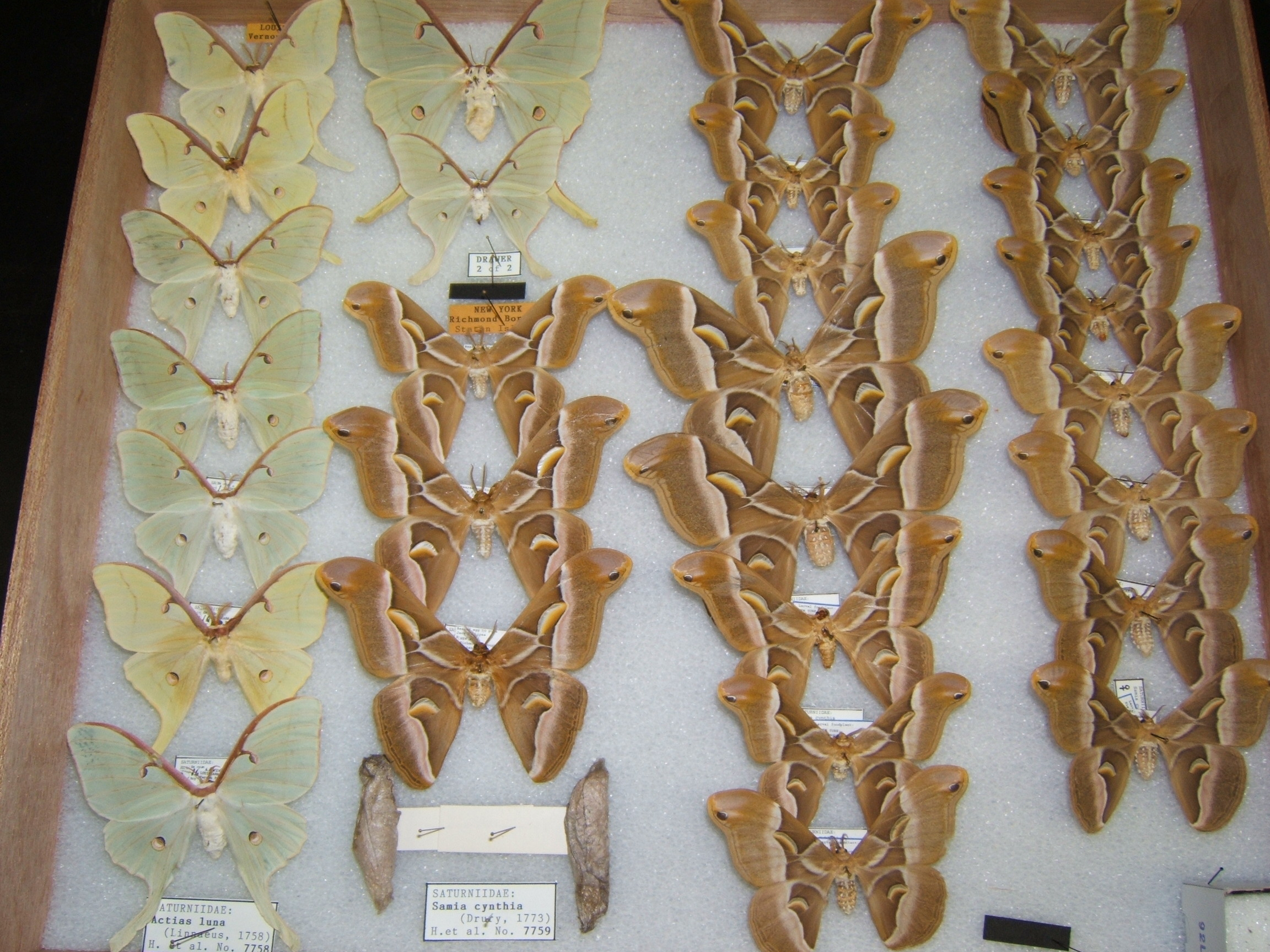
Diversiteit binnen Samia cynthia

## Ondersoorten
Er worden drie ondersoorten onderscheiden:
- Samia cynthia cynthia (Drury, 1773)
- Samia cynthia pryeri (Butler, 1878)
- Samia cynthia ricini Boisduval, 1854.

Van de eerstgenoemde ondersoort worden ook een aantal forma onderscheiden, zoals:
- Samia cynthia cynthia f. advena Watson, 1912
- Samia cynthia cynthia f. parisiensis Clément, 1899.